# 1936年美國國家棒球名人堂票選
1936年美國國家棒球名人堂票選是大聯盟史上第一屆的名人堂票選。全美棒球記者協會（BBWAA）從20世紀的棒球員當中選出球員進行票選，至於19世紀的棒球選手則是透過名人堂資深委員會來進行投票選出。聯盟打算在1939年選出15位名人堂球員—其中10位是來自20世紀的棒球員，5位是來自19世紀的棒球員。每個記者都有選票可以投，這年票選也是在選票分散的情況下，使得大聯盟勝投王賽·揚沒能在第一年就成功入選名人堂。至於被大聯盟宣布終身禁賽或是永久驅逐的球員，依舊擁有票選資格。受建議提名進入票選的球員，會以†符號做為標示。
根據全美棒球記者協會的規定，每個投票者最多擁有10票，而每位球員需要獲得至少75%的得票率才能入選名人堂。

## 全美棒球記者協會票選結果

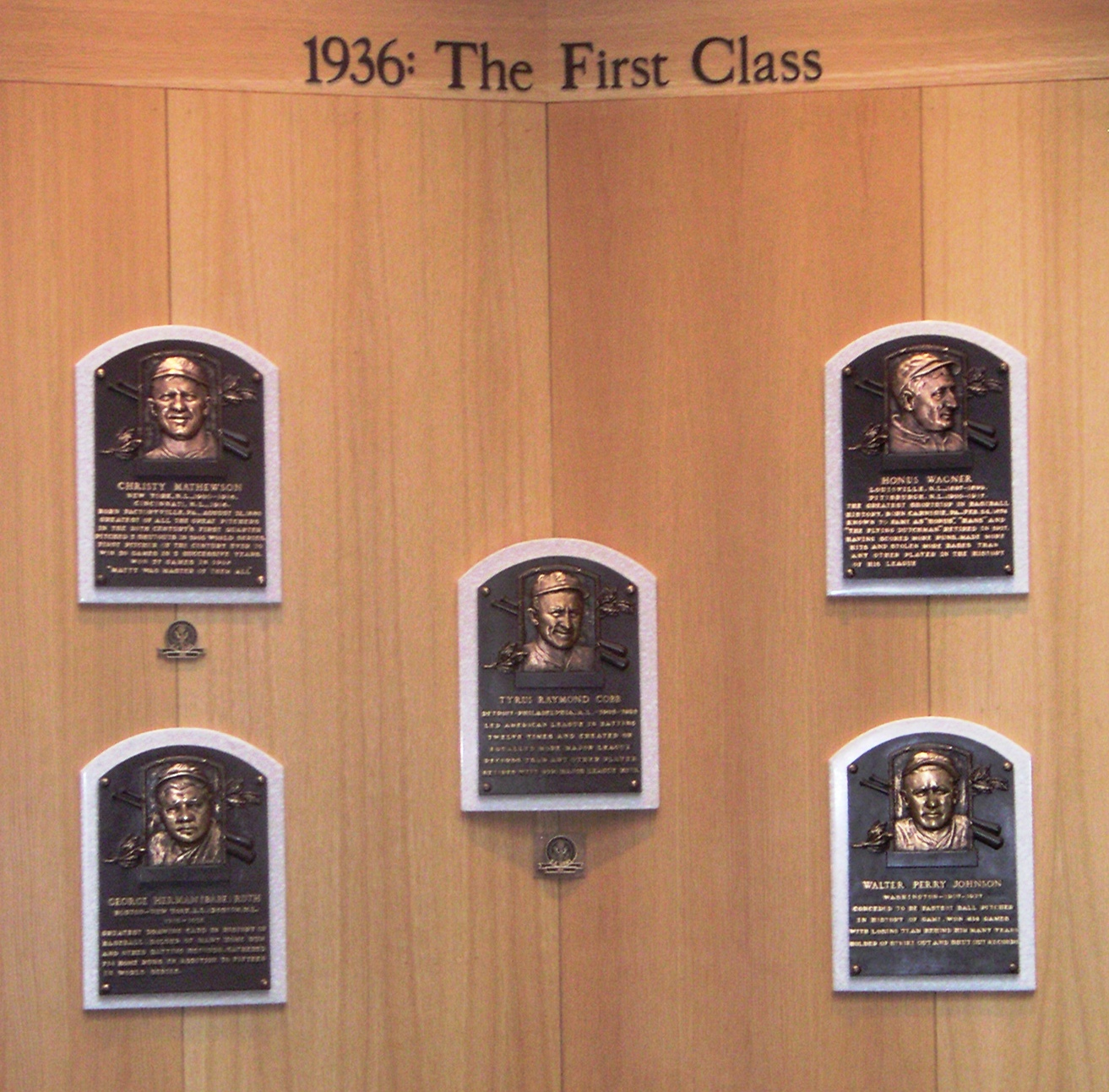
1936年名人堂入選者的匾額

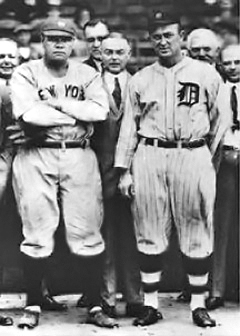
貝比·魯斯和泰·柯布

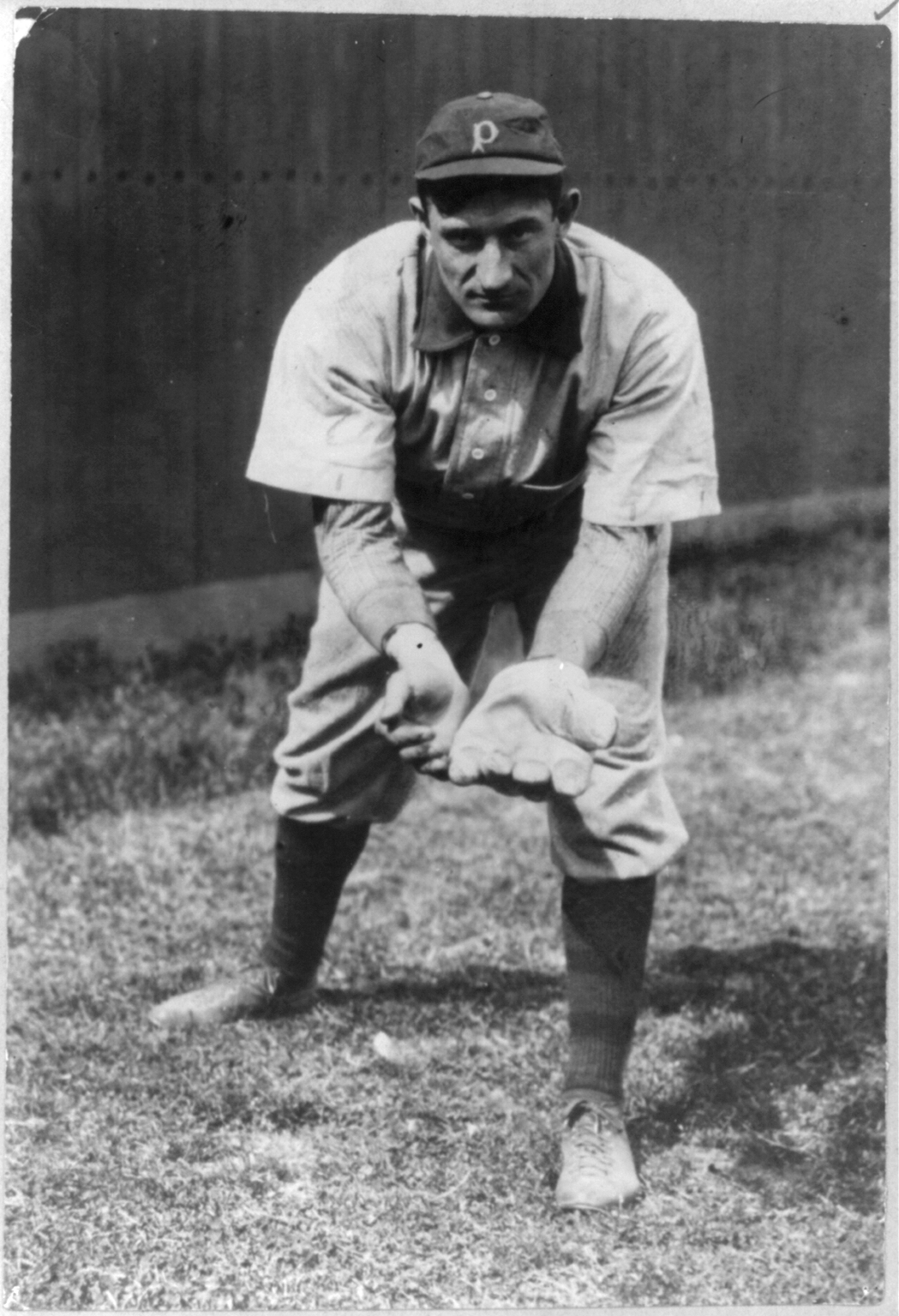
何那斯·華格納

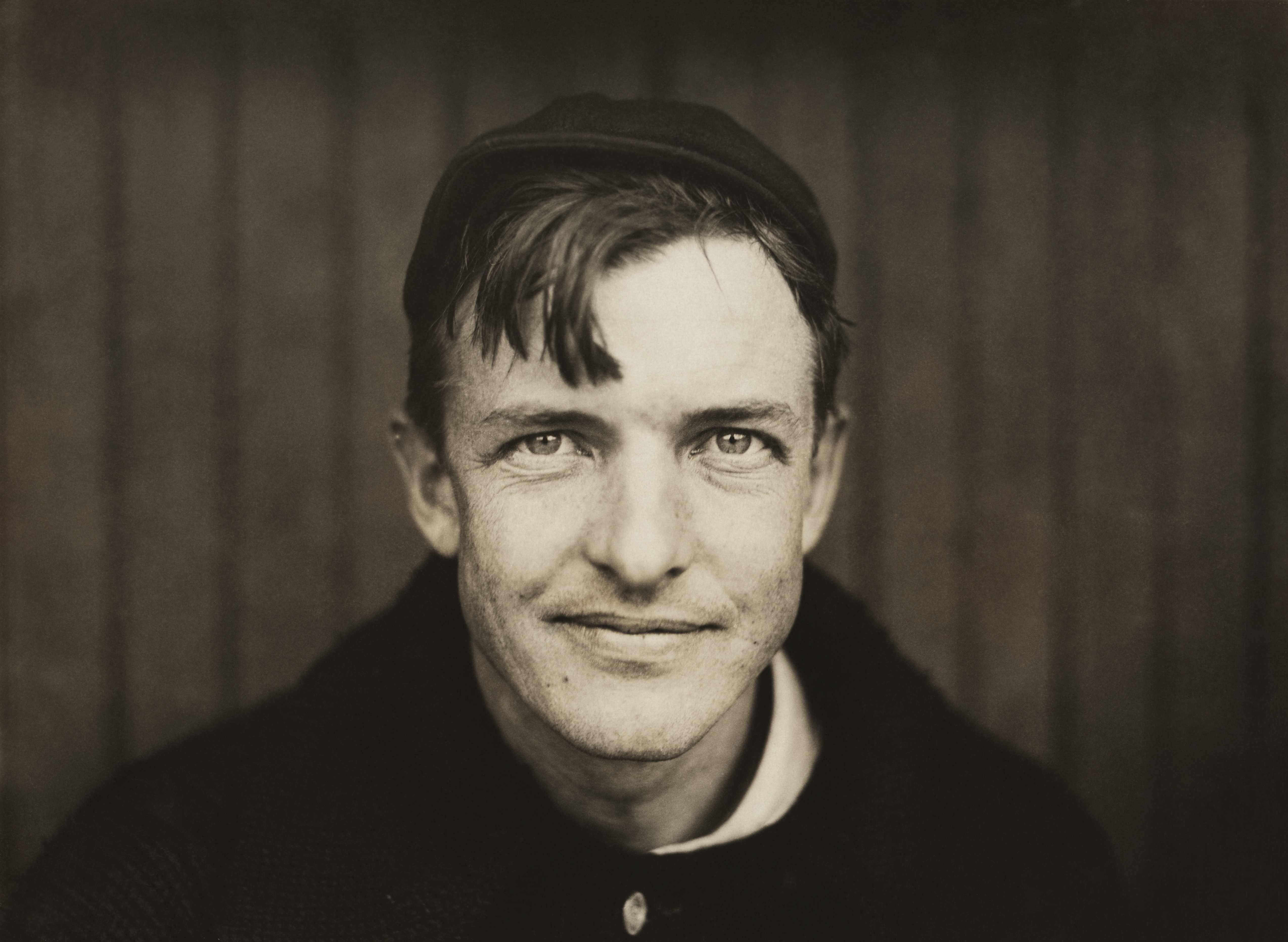
克里斯提·馬修森

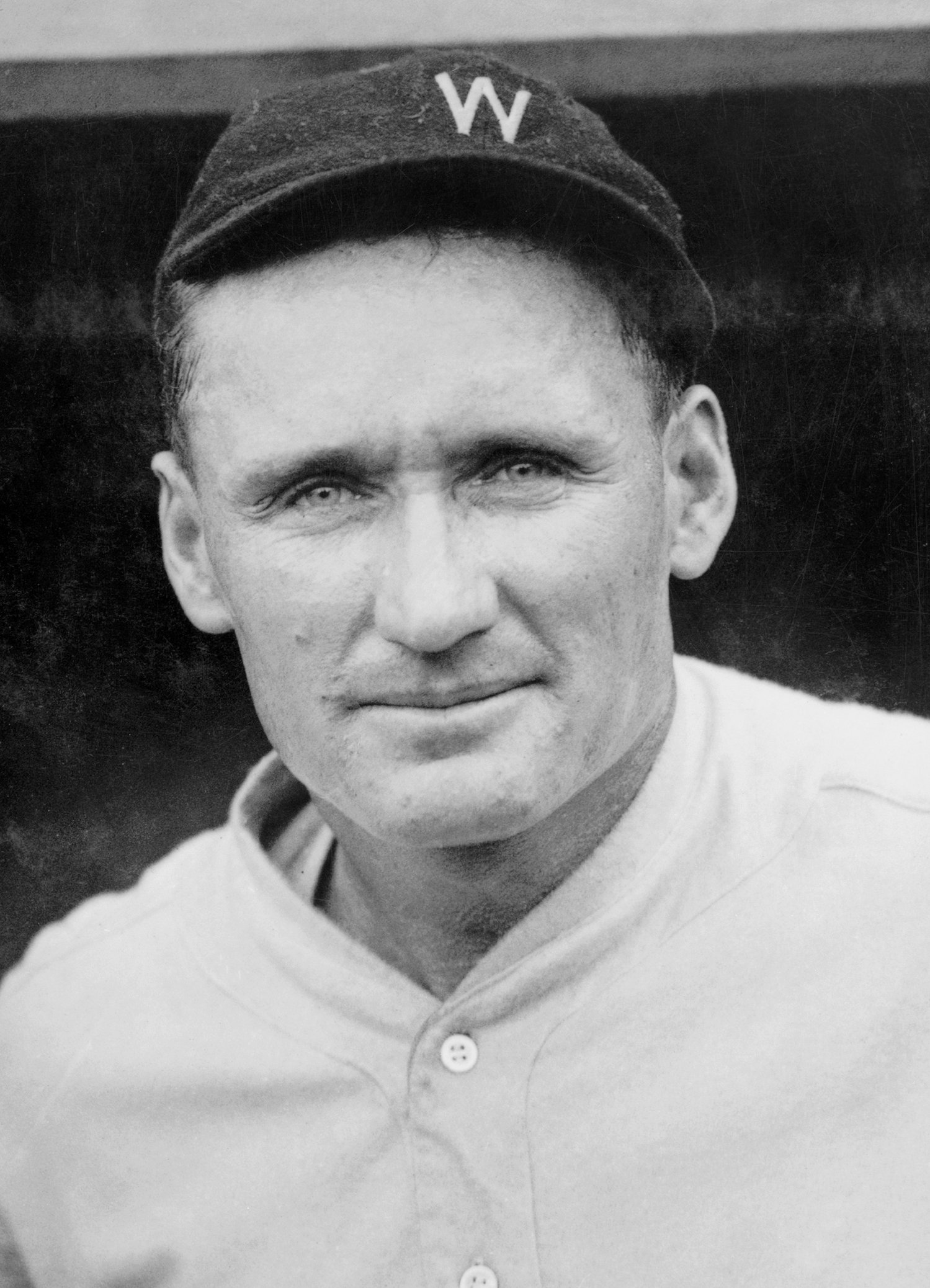
華特·強森

本屆共有226張選票，最終總計投出2231人次，共有47名球員獲得至少一張選票，平均每張選票圈選了9.87人。
| 球員                      | 同意票數 | 得票率 |
| ------------------------- | -------- | ------ |
| †泰·柯布                  | 222      | 98.2%  |
| †貝比·魯斯                | 215      | 95.1%  |
| †何那斯·華格納            | 215      | 95.1%  |
| †克里斯提·馬修森          | 205      | 90.7%  |
| †華特·強森                | 189      | 83.6%  |
| †納普·拉傑威              | 146      | 64.6%  |
| †特里斯·史畢克            | 133      | 58.8%  |
| †賽·揚                    | 111      | 49.1%  |
| †羅傑·霍斯比              | 105      | 46.4%  |
| †米奇·寇克蘭              | 80       | 35.3%  |
| †喬治·希斯勒              | 77       | 34.0%  |
| †艾迪·柯林斯              | 60       | 26.5%  |
| †吉米·科林斯              | 58       | 25.6%  |
| †格羅佛·克里夫蘭·亞歷山大 | 55       | 24.3%  |
| †盧·賈里格                | 51       | 22.5%  |
| †羅傑·布瑞斯納罕          | 47       | 20.7%  |
| †威利·基勒                | 40       | 17.6%  |
| †魯布·瓦德爾              | 33       | 14.6%  |
| †吉米·法克斯              | 21       | 9.2%   |
| †艾德·沃爾許              | 20       | 8.8%   |
| †艾德·迪拉杭提            | 17       | 7.5%   |
| †派·崔諾                  | 16       | 7.1%   |
| †法蘭基·弗里許            | 14       | 6.1%   |
| †雷夫提·葛洛夫            | 12       | 5.3%   |
| 哈爾·查斯                 | 11       | 4.8%   |
| †羅斯·楊斯                | 10       | 4.4%   |
| †比爾·泰瑞                | 9        | 3.9%   |
| 強尼·克林恩               | 8        | 3.5%   |
| 盧·克里格                 | 7        | 3.1%   |
| †摩德凱·布朗              | 6        | 2.6%   |
| †強尼·艾佛斯              | 6        | 2.6%   |
| 法蘭克·錢斯               | 5        | 2.2%   |
| 約翰·麥格勞               | 4        | 1.7%   |
| †雷·沙爾克                | 4        | 1.7%   |
| †艾爾·西蒙斯              | 4        | 1.7%   |
| †契夫·班德                | 2        | 0.8%   |
| 喬·傑克森                 | 2        | 0.8%   |
| †艾德·勞許                | 2        | 0.8%   |
| 法蘭克·貝克               | 1        | 0.4%   |
| †比爾·布萊德利            | 1        | 0.4%   |
| 弗瑞德·克拉克             | 1        | 0.4%   |
| 山姆·克勞佛               | 1        | 0.4%   |
| 基德·艾博菲爾德           | 1        | 0.4%   |
| 康尼·馬克                 | 1        | 0.4%   |
| †魯布·馬夸德              | 1        | 0.4%   |
| 納普·拉克                 | 1        | 0.4%   |
| †達齊·凡斯                | 1        | 0.4%   |
| †查理·蓋林傑              | 0        | 0%     |
| †蓋比·哈特奈特            | 0        | 0%     |
| †比利·蘇利文              | 0        | 0%     |

|  | 本屆被選入名人堂，人名以粗體表示。                     |
|  | 本屆未入選但在未來票選中被選入名人堂，人名以斜體表示。 |

## 19世紀棒球員名人堂票選
名人堂資深委員會將活躍於19世紀的棒球員拉出來進行額外票選。所有記者加總一共有371張選票，而每位球員最多可獲得78張選票，只要拿下59票以上便可入選名人堂。但畢竟是第一年票選，當時票選的規則還沒有那麼完善，以致於最高票的球員只拿下39.5張票而已。其中有幾名球員活躍於1890年代至1900年代，因此在兩個票選中都有被列入票選名單內。
受建議提名進入票選的球員，會以†符號做為標示。以下是受提名的球員和其得票：
- †卡普·安森 – 39.5票
- †巴克·尤英（英语：Buck Ewing） – 39.5票
- †威利·凱勒 – 33票
- †賽·揚 – 32.5票
- †艾德·迪拉杭提 – 21.5票
- †約翰·麥格勞 – 17票
- †查爾斯·拉德布恩 – 16票
- †赫曼·隆恩（英语：Herman Long (baseball)） – 15.5票
- †金恩·凱利（英语：King Kelly） – 15票
- †阿莫斯·魯西 – 11.5票
- †休伊·詹寧斯 – 11票
- †弗瑞德·克拉克 – 9票
- 吉米·科林斯 – 8票
- †查爾斯·科米斯基（英语：Charles Comiskey） – 6票
- †傑瑞·丹尼（英语：Jerry Denny） – 6票
- 比爾·蘭恩（英语：Bill Lange） – 6票
- †威爾伯·羅賓森（英语：Wilbert Robinson） – 6票
- 哈利·史托維 – 6票
- †喬治·萊特（英语：George Wright (sportsman)） – 6票
- †約翰·克拉克森 – 5票
- 何那斯·華格納 – 5票
- †艾爾·斯伯丁 – 4票
- †休·達菲 – 3.5票
- †羅斯·巴恩斯 – 3票
- †查理·班奈特（英语：Charlie Bennett） – 3票
- 基德·尼可斯 – 3票
- †約翰·蒙哥馬利·瓦德 – 3票
- †弗瑞德·敦拉普（英语：Fred Dunlap） – 2.5票
- 丹·布魯瑟茲 – 2票
- 傑克·葛拉斯考克（英语：Jack Glasscock） – 2票
- 比利·漢米爾頓（英语：Billy Hamilton (baseball, born 1866)） – 2票
- 納普·拉傑威 – 2票
- 內德·威廉森（英语：Ned Williamson） – 2票
- 鮑比·羅爾（英语：Bobby Lowe） – 1.5票
- 道格·艾里森（英语：Doug Allison） – 1票
- 喬·巴汀（英语：Joe Battin） – 1票
- 傑克·貝克利 – 1票
- 湯米·邦德 – 1票
- †傑西·柏基特 – 1票
- 盧·克里格（英语：Lou Criger） – 1票
- 比爾·達倫 – 1票
- 傑克·道伯特（英语：Jake Daubert） – 1票
- 傑克·道爾（英语：Jack Doyle (baseball)） – 1票
- 提姆·基弗 – 1票
- †麥特·基爾羅伊（英语：Matt Kilroy） – 1票
- 亞利·拉塔姆（英语：Arlie Latham） – 1票
- 吉米·麥卡里爾（英语：Jimmy McAleer） – 1票
- 湯米·麥卡錫（英语：Tommy McCarthy） – 1票
- 查理·帕博（英语：Charlie Pabor） – 1票
- 利普·派克 – 1票
- 傑克·藍姆森（英语：Jack Remsen） – 1票
- 哈迪·理查森（英语：Hardy Richardson） – 1票
- 弗瑞德·坦尼（英语：Fred Tenney） – 1票
- 喬治·范·哈特倫（英语：George Van Haltren） – 1票
- †鮑比·華萊士 – 1票
- 迪肯·懷特 – 1票
- †坎迪·康明斯（英语：Candy Cummings） – 1票
- †席爾佛·弗林特（英语：Silver Flint） – 1票
- †李·里奇蒙（英语：Lee Richmond） – 1票

## 外部連結
- 美國國家棒球名人堂官網 （页面存档备份，存于）
- 棒球名人堂BBWAA票選規則 （页面存档备份，存于）